# Scared Stiff
Scared Stiff (bra: Morrendo de Medo; prt: O Castelo das Surpresas) é um filme estadunidense de 1953, do gênero comédia horrífico-musical, dirigido por George Marshall para a Paramount Pictures, com roteiro de Herbert Baker, Walter DeLeon, Norman Lear e Ed Simmons baseado na peça teatral The Ghost Breaker, de Paul Dickey e Charles W. Goddard.
Acompanhando os protagonistas Jerry Lewis e Dean Martin nos números musicais, está Carmen Miranda. Foi o último filme da artista luso-brasileira, que morreria dois anos depois.
Scared Stiff é um remake do filme o The Ghost Breakers estrelado por Bob Hope e Paulette Goddard em 1940 e também dirigido por George Marshall.

## Sinopse
O cantor Larry Todd e seu parceiro atrapalhado Myron Mertz são perseguidos por um gângster ciumento. Na fuga, são ajudados por Mary Carrol, herdeira de uma grande propriedade em Cuba.
Quando Mary está para pegar o navio para tomar posse de sua herança, Larry e Myron descobrem que ela vem sendo ameaçada de morte. Além disso, a propriedade que ela herdou, um castelo medieval, tem fama de ser assombrada. Os dois resolvem ir para a Cuba com a moça, e entram para o show da cantora Carmelita Castinha, apresentado a bordo.

## Elenco
- Dean Martin como Larry Todd
- Jerry Lewis como Myron Mertz
- Lizabeth Scott como Mary Carroll
- Carmen Miranda como Carmelita Castinha
- George Dolenz como Senhor Cortega
- Dorothy Malone como Rosie
- William Ching como Tony Warren
- Paul Marion como Ramon Cariso / Francisco Cariso
- Jack Lambert como Zombie
- Tony Barr como Trigger
- Leonard Strong como Shorty
- Henry Brandon como Pierre
- Jane Novak

## Lançamento
O filme foi lançado nos Estados Unidos, no dia 27 de abril de 1953. No Brasil, estreou em 18 de maio de 1954.

## Trilha sonora
- Bongo Bingo
- Letra por: Mack David and Jerry Livingston
- Performance por: Dean Martin, Jerry Lewis  e Carmen Miranda

- Enchiladas
- Letra por: Mack David and Jerry Livingston
- Performance por: Dean Martin, Jerry Lewis e Carmen Miranda

## Recepção da crítica

Carmen Miranda em uma cena (cortada) de Scared Stiff.

Na crítica de Bosley Crowther para o The New York Times, ele considera o filme uma grande decepção, afirmando que, apesar do alarde sobre Dean Martin e Jerry Lewis, o humor do filme é forçado e mecânico. Embora o roteiro seja baseado na peça The Ghost Breakers e dirigido por George Marshall, Crowther argumenta que as tentativas de comédia de Martin e Lewis não conseguem capturar o espírito do original. Jerry Lewis, em particular, tenta criar momentos engraçados com gestos exagerados de pânico, mas seus esforços parecem artificiais. A presença de Carmen Miranda, embora uma tentativa de animar o filme, não acrescenta muito, e suas cenas de canto e dança não têm impacto. O filme é descrito como decepcionante, com uma comédia fraca e uma execução falha.
A crítica do Variety sobre Scared Stiff destaca a hilaridade pastelão proporcionada por Dean Martin e Jerry Lewis, que brilham em uma nova versão da peça The Ghost Breakers. Entre os momentos cômicos, há um destaque para Frank Fontaine, interpretando um bêbado que confunde Martin com um ventríloquo. A crítica também menciona o desempenho ágil de Lizabeth Scott e o charme de Carmen Miranda, além de elogiar a performance de Dorothy Malone, que interpreta uma mulher sedutora. O filme é descrito como uma mistura de comédia pastelão com uma boa dose de ação e mistério.
Na The Zombie Movie Encyclopedia, o acadêmico Peter Dendle descreve Scared Stiff como um remake irritante que, embora se mantenha fiel à obra original, adiciona elementos que prejudicam a experiência. Dendle critica a inclusão de vários números musicais e de dança de baixa qualidade, além de rotinas de comédia ainda piores, que, segundo ele, diminuem o valor do filme.